# Bréiner Belalcázar
Bréiner Steven Belalcazar Ulabarri (Palmira, Valle del Cauca, Colombia; 23 de septiembre de 1984), conocido también como "El Cachorro" o simplemente como Bréiner Belalcázar, es un futbolista colombiano. Debutó en el fútbol profesional en el año 2003 en el equipo Deportivo Cali.

## Ataque
La noche del 12 de julio de 2012, Belalcázar se encontraba en un establecimiento de comidas rápidas con su hijo Juan José Belalcázar después de haber retirado dinero de un banco cuando un delincuente le exigió entregar el dinero. Después de un forcejeo el delincuente le disparó dejándolo malherido, por lo que tuvo que ser trasladado a la Clínica del Caribe de Barranquilla. Para su suerte el incidente no tuvo consecuencias mayores.

## Clubes
Belalcázar, desde su debut en el año 2003, ha estado en diversos equipos del fútbol profesional colombiano. Antes de su estadía en el equipo Alianza Petrolera, se rumoreaba que haría parte del América lo cual no fue cierto.
| Club              | País     | Año         |
| ----------------- | -------- | ----------- |
| Deportivo Cali    | Colombia | 2003 - 2004 |
| Atlético Huila    | Colombia | 2005        |
| Deportes Quindío  | Colombia | 2006        |
| Deportivo Cali    | Colombia | 2006 - 2007 |
| La Equidad        | Colombia | 2007        |
| Deportivo Cali    | Colombia | 2008        |
| Atlético Huila    | Colombia | 2009 - 2010 |
| Deportivo Cali    | Colombia | 2011        |
| Junior            | Colombia | 2012        |
| Deportes Tolima   | Colombia | 2013        |
| Alianza Petrolera | Colombia | 2013        |
| Itagüí F.C.       | Colombia | 2014        |
| Deportivo Pasto   | Colombia | 2015 - 2016 |
| Deportivo Pereira | Colombia | 2016 - 2017 |